# Tubthumper
Tubthumper je osmé studiové album britské skupiny Chumbawamba. Je to album, které dostalo skupinu do mainstreamové scény a bylo vydáno přes vydavatelství EMI a v USA přes vydavatelství Universal Records. Hlavními tématy více skladeb alba jsou bezdomovci, rasismus či stávka v liverpoolském přístavu. Album bylo prvním komerčním úspěchem pro skupinu a v USA se ho prodalo více než 3 miliony kopií. Z alba byl vydán i největší hit skupiny "Tubthumping".

## Seznam skladeb
Všechny skladby napsala a složila skupina Chumbawamba.
1. "Tubthumping" – 4:39
2. "Amnesia" – 4:08
3. "Drip, Drip, Drip" – 5:08
4. "The Big Issue" – 4:37
5. "The Good Ship Lifestyle" – 5:13
6. "One by One" – 4:45
7. "Outsider" – 5:08
8. "Creepy Crawling" – 4:03
9. "Mary, Mary" – 4:58
10. "Smalltown" – 3:13
11. "I Want More" – 4:01
12. "Scapegoat" – 5:07

Bonusové skladby některých verzí
- "Farewell to the Crown" – 2:56
- "Football Song" – 2:25
- "Seven Days" – 4:07
- "May Day" – 3:51
- "Top of the World (Olé, Olé, Olé)" – 3:49

## Sestava
- Lou Watts: zpěv, klávesy
- Danbert Nobacon: zpěv
- Paul Greco: basová kytara
- Boff: kytara, zpěv
- Jude Abbott: trubka, zpěv
- Alice Nutter: zpěv
- Dunstan Bruce: zpěv, perkuse
- Harry Hamer: bicí, programování

Dále
- Neil Ferguson: klávesy, kytara

Také vystupovali
- Chopper: violoncello v "I Want More"
- Michael Cohen: zpěv v "Amnesia"
- Abbott Sauce Works Band: dechové nástroje v "Scapegoat"
- Kye Coles: zpěv v "Thank You"